# James Marsden
James Paul Marsden (Stillwater, Oklahoma, 18 de Setembro de 1973) é um ator e cantor norte-americano conhecido por ter interpretado Scott Summers/Ciclope nos filmes X-Men, X-Men 2: X-Men United, X-Men: The Last Stand, e X-Men: Days of a Future Past.
Embora esse seja provavelmente seu papel mais conhecido, Marsden já estrelou em diversas outras produções, incluindo a série Ally McBeal, onde teve um papel regular, interpretando Gleen Foy, no filme Superman Returns, onde interpretou Richard White, e mais recentemente na adaptação cinematográfica do jogo Sonic - The Hedgehog, que teve seu lançamento em fevereiro de 2020. Marsden é mais conhecido nos últimos anos pelo papel de Teddy Flood, na aclamada série do HBO, Westworld.

## Biografia
Marsden nasceu na cidade de Stillwater, no estado norte-americano de Oklahoma. Cursou o colegial na Putnam City North High School, localizada em Oklahoma City.

### Carreira

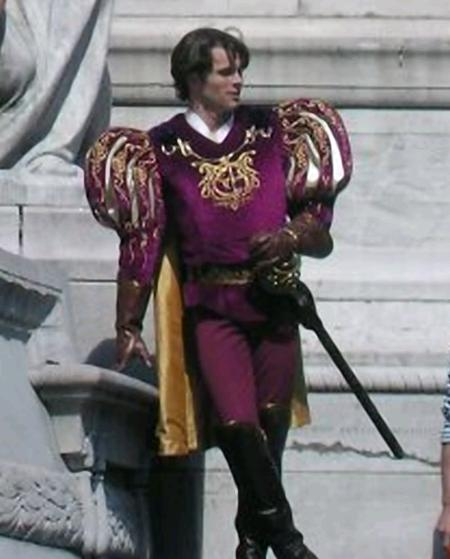
James Marsden em Enchanted.

Marsden iniciou sua carreira como ator no final dos anos 1980/início dos anos 1990, com pequenas participações na televisão, tendo participado da popular série de televisão Saved by the Bell como figurante. Pouco depois, veio a participar de alguns dos episódios da série, até decidir se focar em papéis maiores em filmes de Hollywood.
Em 1996, Marsden perdeu para Edward Norton um papel no filme Primal Fear. Dois anos depois, também recusou o papel principal, que acabou ficando com Ryan Phillippe, no filme de 1998, 54. Ainda em 1998, Marsden interpretou Steve Clark, o personagem principal daquele que pode ser considerado seu primeiro filme de sucesso, o suspense Disturbing Behavior, onde contracenou com Katie Holmes e Nick Stahl.
Em 2000, Marsden participou de outro thriller de sucesso, o filme Gossip, que possuía no elenco artistas como Kate Hudson, Joshua Jackson e Edward James Olmos.
No mesmo ano, o ator interpretou o personagem Ciclope no filme X-Men, atuação que recebeu reações várias. Marsden veio a trabalhar nas sequências do filme, X2: X-Men United e X-Men: The Last Stand. Sua participação no terceiro filme da franquia foi bastante reduzida devido a conflitos de agenda causados por sua participação no filme Superman Returns, dirigido por Bryan Singer, diretor dos dois primeiros filmes da série X-Men. Em Superman Returns, Marsden interpreta Richard White, sobrinho de Perry White, editor-chefe do Planeta Diário e interesse romântico de Lois Lane. No filme, Marsden recebeu não apenas um maior destaque do que nos filmes da série X-Men, como também diversos elogios à sua interpretação.
Durante os anos de 2001 e 2002, Marsden participou de 13 episódios da série de televisão Ally McBeal como Gleen Foy, tendo - como era de costume a todos os membros do elenco - cantado em diversos dos episódios da série. Em 2004, interpretou o personagem Lon Hammond, Jr., no filme romântico The Notebook (conhecido como Diário de uma Paixão no Brasil), adaptação do livro de Nicholas Sparks que também teve Ryan Gosling e Rachel McAdams no elenco. Em 2007, Marsden filmou o vindouro filme Enchanted, um híbrido entre animação e atores reais produzido pela Walt Disney Pictures, seu papel era o do Príncipe Edward. Entre seus outros projetos, incluem-se um trabalho de dublagem na animação Conan: Red Nails, uma participação no filme Bobby, escrito e dirigido por Emilio Estevez e The Alibi.
Em 2008 gravou o filme 27 Dress, uma comédia romântica na qual interpreta o jornalista Kevin, que faz par romântico com Katherine Heigl no papel de Jane, uma mulher idealista e romântica que jamais encontrou o amor de sua vida, até conhecê-lo.
Marsden também luta há anos pela realização de uma adaptação cinematográfica de Preacher, uma série de graphic novels escritas por Garth Ennis e desenhada por Steve Dillon, mas o filme tem enfrentado diversos problemas de agenda e contratos. Está na série Westworld da HBO, interpreta o personagem Teddy.

### Vida pessoal
Marsden foi casado com a atriz Lisa Linde, conhecida por sua participação em Days of Our Lives com quem tem dois filhos: Jack Marsden e Mary James Marsden. Entre seus amigos, destacam-se os irmãos e atores Kirk Cameron e Candace Cameron, que o ajudaram quando estava iniciando sua carreira em Hollywood e Pierre Bouvier, vocalista da banda Simple Plan, da qual Marsden é um grande fã, tendo, inclusive, participado da gravação do videoclipe da música "I'd Do Anything", embora tenha sido erroneamente creditado como parte de outro video da banda, "Addicted". Em 2011 teve um caso com a modelo brasileira Rose Costa, com quem teve um filho, William Luca Costa Marsden (nascido em 2012).
Amigos e família têm o costume de chamá-lo pelos apelidos de "Bello Jimmy" ou "Jimmy Lee", em homenagem ao personagem da franquia Double Dragon, da qual Marsden era grande fã quando jovem.

## Filmografia
| Ano  | Título Original                                                                                | Papel                      | Observações    |
| 2026 | Avengers: Doomsday                                                                             | Scott Summers / Ciclope    |                |
| 2024 | Sonic the Hedgehog 3                                                                           | Tom Wachowski              |                |
| 2023 | PAW Patrol: The Mighty Movie                                                                   |                            | Voz            |
| 2022 | Sonic the Hedgehog 2                                                                           | Tom Wachowski              | Pós-produção   |
| 2022 | Disenchanted                                                                                   | Príncipe Edward            | Pós-produção   |
| 2021 | My Little Pony: A New Generation                                                               | Hitch Trailblazer          | Voz            |
| 2021 | The Boss Baby: Family Business                                                                 | Tim Templeton (Adulto)     | Voz            |
| 2020 | Sonic the Hedgehog                                                                             | Tom Wachowski              |                |
| 2019 | Once Upon a Time in Hollywood                                                                  | Burt Reynolds              |                |
| 2018 | Henchmen                                                                                       | Hank (voz)                 |                |
| 2017 | Shock and Awe                                                                                  | Warren Strobel             |                |
| 2015 | Unfinished Business (Br: Negócios Fora de Controle)                                            | Jim Spinch                 |                |
| 2015 | Into the Grizzly Maze (Br: Dentro do Labirinto Cinzento)                                       | Rowan                      |                |
| 2015 | Accidental Love (Br: Amor por Acidente)                                                        | Scott                      |                |
| 2015 | The D Train (Br: Turma 94 - O Grande Encontro)                                                 | Oliver Lawless             |                |
| 2014 | The Loft (Br: Prazeres Mortais)                                                                | Chris Vanowen              |                |
| 2014 | The Best of Me (Br: O Melhor de Mim)                                                           | Dawson Cole                |                |
| 2014 | Welcome to Me (Br: Bem-Vindos ao Mundo)                                                        | Rich Ruskin                |                |
| 2014 | X-Men: Days of Future Past (Br: X-Men: Dias de um Futuro Esquecido)                            | Scott Summers / Ciclope    | Cameo          |
| 2014 | Walk of Shame (Br: A Minha Casa Caiu)                                                          | Gordon                     |                |
| 2013 | Anchorman 2: The Legend Continues (Br: Tudo Por um Furo)                                       | Jack Lime                  |                |
| 2013 | Kaguyahime no monogatari (Br: O Conto da Princesa Kaguya)                                      | Príncipe Ishitsukuri (voz) |                |
| 2013 | The Butler (Br: O Mordomo da Casa Branca)                                                      | John F. Kennedy            |                |
| 2013 | 2 Guns (Br: Dose Dupla)                                                                        | Quince                     |                |
| 2013 | As Cool as I Am (Br: Tão Descolada Quanto Eu)                                                  | Chuck Diamond              |                |
| 2012 | Small Apartments (Br: Inquilino Desajeitado)                                                   | Bernard Franklin           |                |
| 2012 | Bachelorette (Br: Quatro Amigas e um Casamento)                                                | Trevor                     |                |
| 2012 | Robot & Frank (Br: Frank e o Robô)                                                             | Hunter                     |                |
| 2011 | Straw Dogs (Br: Sob o Domínio do Medo)                                                         | David Sumner               |                |
| 2011 | Hop (Br: Hop: Rebeldes sem Páscoa)                                                             | Fred O'Hare                |                |
| 2010 | Cats & Dogs: The Revenge of Kitty Galore (Br: Como Cães e Gatos 2: A Vingança de Kitty Galore) | Diggs (voz)                |                |
| 2010 | Death at a Funeral (Br: Morte no Funeral)                                                      | Oscar                      | Versão america |
| 2009 | The Box (Br: A Caixa)                                                                          | Arthur Lewis               |                |
| 2009 | Sex Drive (Br: Sex Drive - Rumo ao Sexo)                                                       | Rex                        |                |
| 2008 | 27 Dresses (Br: Vestida para Casar)                                                            | Kevin Doyle                |                |
| 2007 | Hairspray (Br: Hairspray - Em busca da fama)                                                   | Corny Collins              |                |
| 2007 | Conan: Red Nails                                                                               | Techotl                    | Voz            |
| 2007 | Enchanted (Br: Encantada)                                                                      | Príncipe Edward            |                |
| 2006 | Superman Returns (Br: Superman - O Retorno)                                                    | Richard White              |                |
| 2006 | X-Men: The Last Stand (Br: X- Men 3: O Confronto Final)                                        | Scott Summers / Ciclope    |                |
| 2006 | 10th & Wolf (Br: Esquina da Morte)                                                             | Tommy                      |                |
| 2006 | The Alibi (Br: Álibi)                                                                          | Wendell Hatch              |                |
| 2004 | Heights (Br: Por Conta do Destino)                                                             | Jonathan                   |                |
| 2004 | The Notebook (Br: Diário de uma Paixão)                                                        | Lon Hammond Jr.            |                |
| 2004 | The 24th Day (Br: 24º Dia: O Prazo Final)                                                      | Dan                        |                |
| 2003 | X2 (Br: X-Men 2)                                                                               | Scott Summers / Ciclope    |                |
| 2002 | Interstate 60: Episodes of the Road (Br: Viagem Sem Destino)                                   | Neal Oliver                |                |
| 2001 | Zoolander (Br: Zoolander)                                                                      | John Wilkes Booth          |                |
| 2001 | Sugar & Spice (Br: Atraídas Pelo Perigo)                                                       | Jack Bartlett              |                |
| 2000 | X-Men (Br: X-Men: O Filme)                                                                     | Scott Summers / Ciclope    |                |
| 2000 | Gossip (Br: Intrigas)                                                                          | Derrick Webb               |                |
| 2000 | 919 Fifth Avenue                                                                               | Will                       | Filme para TV  |
| 1998 | Disturbing Behavior (Br: Comportamento Suspeito)                                               | Steve Clark                |                |
| 1997 | Campfire Tales (Br: Contos da Meia-Noite)                                                      | Eddie                      |                |
| 1997 | On the Edge of Innocence (Br: No Limite da Inocência)                                          | Jake                       | Filme para TV  |
| 1996 | Gone in a Heartbeat                                                                            | Michael Galler             | Filme para TV  |
| 1996 | Public Enemies                                                                                 | Doc Barker                 | Home Vídeo     |
| 1994 | Search and Rescue (Br: Voluntários do Perigo)                                                  |                            | Filme para TV  |
| 1994 | No Dessert, Dad, Till You Mow the Lawn                                                         | Tyler Cochran              |                |
| 1993 | In the Line of Duty: Ambush in Waco (Br: Cerco ao Fanático do Texas)                           | Steven Will                | Filme para Tv  |

### Televisão
| Ano           | Título                                                | Personagem                    | Observações |
| ------------- | ----------------------------------------------------- | ----------------------------- | --- |
| 1993          | Ambush in Waco: In the Line of Duty                   | Steven Willis                 | Filme para TV |
| 1993          | Saved by the Bell: The New Class                      | Chad Westerfield              | Episódio: "Homecoming King", como Jimmy Marsden                                                                                               |
| 1993          | The Nanny                                             | Eddie                         | 2 episódios, como Eddie |
| 1994–1995     | Boogies Diner                                         | Jason                         | Papel principal |
| 1995          | Blossom                                               | Josh                          | Episódio: "The Date" |
| 1995          | Party of Five                                         | Griffin Holbrook              | Episódio: "Ides of March" |
| 1995          | Touched by an Angel                                   | Jake                          | Episódio: "Angels on the Air" |
| 1996–1997     | Second Noah                                           | Ricky Beckett                 | 22 episódios |
| 1996          | Gone in a Heartbeat                                   | Michael Galler                | Filme para TV |
| 1997          | On the Edge of Innocence                              | Jake Walker                   | Filme para TV |
| 1997          | Bella Mafia                                           | Luka                          | Filme para TV |
| 1998          | The Outer Limits                                      | Brav                          | Episódio: "Rite of Passage" |
| 2001–2002     | Ally McBeal (Br: Ally McBeal: Minha Vida de Solteira) | Glenn Foy                     | 13 episódios |
| 2002          | Bram & Alice                                          | Arnold Cooper                 | Episódio: "Scribbling Rivalry" |
| 2009          | Robot Chicken (Br: Frango Robô)                       | Jason Chambers / Lion (vozes) | Episódio: "Especially the Animal Keith Crofford"                                                                                              |
| 2011          | Modern Family (Br: Família Moderna)                   | Barry                         | Episódio: "Slow Down Your Neighbors" |
| 2012–2013     | 30 Rock (Br: [[30 Rock\|Um Maluco na TV               | Criss Chros                   | 13 episódios Nomeado—Screen Actors Guild Award for Outstanding Performance by an Ensemble in a Comedy Series                                  |
| 2014–2016     | Wander Over Yonder (Br: Galáxia Wander)               | Sir Brad Starlight (voz)      | 3 episódios |
| 2015          | Comedy Bang! Bang!                                    | Himself                       | Episódio: "James Marsden Wears Gray Pants and Black High-Top Sneakers"                                                                        |
| 2016–2018     | Westworld                                             | Teddy Flood                   | Nomeado pelo seu excelente desempenho na 23ª Edição do Screen Actors Guild Award for Outstanding Performance by an Ensemble in a Drama Series |
| 2019–presente | Dead to Me                                            | Steve Wood/Ben Wood           | Elenco regular |
| 2020          | Mrs. America                                          | Phil Crane                    | 4 episódios |
| 2020          | The Stand                                             | Stu Redman                    | |
| 2025          | Paradise                                              | Cal Bradford                  | Elenco principal |

## Discografia

### Trilha sonora
| Ano       | Música                                                                | Produção                                         |
| --------- | --------------------------------------------------------------------- | ------------------------------------------------ |
| 2016      | "Lady" (Nathan Lane/James Marsden/Nikki Glaser)                       | The Tonight Show Starring Jimmy Fallon           |
| 2007      | "True Love's Kiss" (duo com Amy Adams)                                | Encantada                                        |
| 2007      | "That's Amore"                                                        | Encantada                                        |
| 2007      | "The Nicest Kids in Town"                                             | Hairspray - Em busca da Fama                     |
| 2007      | "(It's) Hairspray"                                                    | Hairspray - Em busca da Fama                     |
| 2001-2002 | "Ain't That a Kick in the Head" (Episódio: A Kick in the Head (2002)) | Ally McBeal: Minha Vida de Solteira              |
| 2001-2002 | "Always On My Mind" (Episódio: Lost and Found (2001))                 | Ally McBeal: Minha Vida de Solteira              |
| 2000      | Glow (escrito por Kevin Houlihan)                                     | Intrigas                                         |
| 1993      | "Heaven Came to the Rescue" (Episódio: Daniel)                        | Desenhos Animados do Velho Testamento (Animação) |

Nota:
- Apesar de Marsden ter cantando na série "Ally McBeal: Minha Vida de Solteira", não há destaque em qualquer trilha sonora lançada pela TV.